# Army Men: Sarge’s War
Army Men: Sarge’s War (в российской локализации Army Men: Боевая тревога) — компьютерная игра серии Army Men изданная в 2004 году. Это первая игра в серии, которая создана Global Star Software, а не 3DO.

## Критика
| Сводный рейтинг | Сводный рейтинг | Сводный рейтинг |
| Издание         | Оценка          | Оценка          |
| Издание         | GC              | Xbox            |
| --------------- | --------------- | --------------- |
| GameRankings    | 57,00 %         | 48,26 %         |

Игра была в целом оценена средне или ниже среднего. Недостатками называли плохую графику, геймплей и повторяющихся врагов с плохим неискусственным интеллектом.
GameSpot дал ему 5,1 из 10, Game Informer оценили его 5 из 10.